# Fish River (Nicholson River)
Der Fish River ist ein Fluss im Nordosten des australischen Territoriums Northern Territory.

## Geografie

### Flusslauf
Er entspringt bei der Ortschaft Badjaminyi im Norden des Barkly Tablelands und fließt nach Süden. Dort mündet er in den Nicholson River.

### Nebenflüsse mit Mündungshöhen
- Tin Hole Creek – 159 m
- Dingo Creek – 148 m[1]

### Durchflossene Seen
- Badjaminyi Waterhole – 197 m[1]